# دیوگو سالومائو
دیوگو سالومائو (انگلیسی: Diogo Salomão؛ زادهٔ ۱۴ سپتامبر ۱۹۸۸) بازیکن فوتبال اهل پرتغال است که در پست وینگر برای باشگاه آلورکا در لیگ ۳ بازی می‌کند.
وی همچنین در تیم‌های ملی فوتبال زیر ۲۱ سال پرتغال و زیر ۲۳ سال پرتغال بازی کرده‌است.